# توگرگ، اورخنگی
توگرگ، اورخنگی (به لاتین: Tögrög, Övörkhangai) یک منطقهٔ مسکونی در مغولستان است که در استان اوورخنگای واقع شده‌است.